# Zonă convectivă

Structura Soarelui.
1 - Nucleul Soarelui sau miezul.
2 - Învelișul miezului sau zona radiativă
3 - Zona convectivă
4 - Fotosfera
5 - Cromosfera
6- Coroana solară
7 - Pete solare
8 - Granule
9 - Proeminență

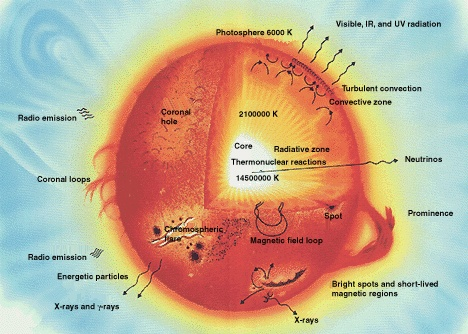
Structura Soarelui

Zona convectivă se găsește în ultimii 200 000 km ai razei solare. Această zonă este compusă din trei feluri diferite de celule, de dimensiuni din ce în ce mai mici, cu cât ne apropiem de suprafață.
Celulele cele mai mari „celulele uriașe” se formează la baza zonei. La o adâncime de 15 000–20 000 km de la suprafață ia naștere „supergranulația”, de dimensiuni de ordinul a 35 000 km. Cea mai mică celulă convectivă este „granulația” fotosferică, cu diametre de circa 1000 km. Cum toate celulele ajung la suprafață, ele pot fi studiate direct. Formarea supergranulației se datorează absorbției atomilor de heliu. Formarea granulației se datorează absorbției atomilor de hidrogen. 
La baza zonei convective se află o regiunea numită „Tachoclin”, unde se amplifică câmpul magnetic preexistent. Stratul tachoclin se află la o rază de circa 0,693 din raza solară.
În regiunea denumită „Tachoclin”, mișcarea de rotație generală a Soarelui, (rotație diferențială datorită naturii gazoase) și convecția produc un câmp de viteze care forțează plasma să se scurgă printre liniile de forță ale câmpului magnetic local. Noul câmp astfel produs va fi expulzat, sub formă de tuburi magnetice spre suprafața Soarelui, din cauza acțiunii presiunii arhimedice și a convecției. Aceste tuburi se găsesc în fotosferă, la marginea celulelor convective, în centrele de activitate și în Soarele calm, după cum sunt localizate fie la frontiera dintre celulele uriașe, fie între supergranule.
Termenul de „Tachoclin” a fost inventat într-o lucrare de Edward Spiegel și Zahn Jean-Paul în 1992, prin analogie cu stratul oceanic termoclin